# Ibrahima Diomandé
Ibrahima Diomandé (Issia, 28 ottobre 1968) è un ex calciatore ivoriano, di ruolo attaccante.

## Carriera

### Club
Ha sempre giocato nel campionato ivoriano.

### Nazionale
In Nazionale ha collezionato 22 presenze.